# Sirpa Paatero
Sirpa Hannele Paatero (ur. 9 września 1964 w Karhuli) – fińska polityk, posłanka do Eduskunty, od 2014 do 2015 minister rozwoju, w latach 2019–2023 minister władz lokalnych.

## Życiorys
Po ukończeniu szkoły średniej kształciła się na kursach zawodowych, później ukończyła studia na Uniwersytecie Helsińskim. Od 1995 pracowała w instytucji zajmującej się promocją zdrowia w Kotce.
Zaangażowała się w działalność polityczną w ramach Socjaldemokratycznej Partii Finlandii. W 2000 została radną Kotki, była przewodniczącą rady nadzorczej portu (2000–2004) i członkinią zarządu miasta (2005–2008). Zasiadała również we władzach regionu Kymenlaakso. W 2006 objęła wakujący mandat posłanki do Eduskunty. W wyborach w 2007, 2011, 2015 i 2015 z powodzeniem ubiegała się o reelekcję.
26 września 2014 powołana na urząd ministra rozwoju w rządzie Alexandra Stubba, pełniła tę funkcję do 29 maja 2015. 6 czerwca 2019 została ministrem władz lokalnych w gabinecie Anttiego Rinne, powierzono jej też kwestie dotyczące zarządzania majątkiem państwowym. Pod koniec listopada 2019 podała się do dymisji. Powodem była negatywna ocena premiera dotycząca jej działań związanych z długotrwałym strajkiem pocztowców. Nie została formalnie odwołana z uwagi na dymisję całego rządu. Pozostała w składzie utworzonego w grudniu tegoż roku gabinetu Sanny Marin jako minister władz lokalnych (odebrano jej natomiast sprawy dotyczące skarbu państwa). Stanowisko to zajmowała do czerwca 2023.